# Zarandul de Est
Zarandul de Est este un sit de importanță comunitară (SCI) desemnat în scopul protejării biodiversității și menținerii într-o stare de conservare favorabilă a florei spontane și faunei sălbatice, precum și a unor habitate naturale de interes comunitar aflate în arealul zonei protejate. Acesta este situat în partea centrală-vestică a României, pe teritoriile județelor Arad și Hunedoara.

## Localizare
Aria naturală se află în vestul Țării Zarandului (la interferența Crișanei cu Transilvania), pe teritoriile administrative ale comunelor Brazi, Gurahonț, Petriș și Săvârșin din județul Arad și pe cel al comunelor Vața de Jos și Zam din județul Hunedoara.

## Înființare
Zona a fost declarată sit de importanță comunitară prin Ordinul MMDD nr. 2.387 din 29 septembrie 2011 (pentru modificarea Ordinului ministrului mediului și dezvoltării durabile nr. 1.964/2007 privind instituirea regimului de arie naturală protejată a siturilor de importanță comunitară, ca parte integrantă a rețelei ecologice europene Natura 2000 în România) și se întinde pe o suprafață de 20.256,2 hectare.

## Biodiversitate
Situl reprezintă o zonă încadrată în bioregiunea continentală dintre Carpații Occidentali și Meridionali (văi, lunci, dealuri, munți, păduri, tufărișuri, fânețe) ce adăpostește o gamă diversă de floră și faună și conservă opt tipuri de habitate naturale: Fânețe montane, Păduri de fag de tip Asperulo-Fagetum, Păduri de stejar cu carpen de tip Galio-Carpinetum, Păduri din Tilio-Acerion pe versanți abrupți, grohotișuri și ravene, Păduri aluviale cu Alnus glutinosa și Fraxinus excelsior (Alno-Padion, Alnion incanae, Salicion albae), Păduri balcano-panonice de cer și gorun și Păduri dacice de stejar și carpen.
La baza desemnării acestuia se află mai multe specii faunistice (mamifere, pești, amfibieni, cărăbuși, melci, fluturi) enumerate în anexa I-a a Directivei Consiliului European 92/43/CE din 22 mai 1992 (privind conservarea habitatelor naturale și a speciilor de faună și floră sălbatică); astfel: urs (Ursus arctos - specie protejată aflată pe lista roșie a IUCN), lup (Canis lupus), mistreț (Sus scrofa), cerb (Cervus elaphus), căprioară (Capreolus capreolus), jder (Martes martes), râs eurasiatic (Lynx lynx), vulpe roșcată (Vulpes vulpes crucigera), veveriță (Sciurus carolinensis), liliacul cu urechi late (Barbastella barbastellus), liliacul de iaz (Myotis dasycneme), liliacul cu aripi lungi (Miniopterus schreibersii), liliacul mic cu potcoavă (Rhinolophus hipposideros),  mreană vânătă (Barbus petenyi), blehniță (Rhodeus amarus), câră (Sabanejewia balcanica), tritonul cu creastă (Triturus cristatus), tritonul comun transilvănean (Triturus vulgaris ampelensis), ivorașul-cu-burta-galbenă (Bombina variegata), un cărăbuș din specia Carabus variolosus, croitorul mare al stejarului (Cerambyx cerdo), croitorul de fag (Rosalia alpina), croitorul cenușiu (Morimus funereus), rădașcă (Lucanus cervus), cosașul comun (Isophya stysi), cosașul transilvan (Pholidoptera transsylvanica), melcul carenat bănățean (Chilostoma banaticum), fluturele-tigru (Callimorpha quadripunctaria), fluturele purpuriu (Lycaena dispar), 
La nivelul ierburilor sunt întâlnite câteva elemente floristice rare, printre care: rățișoare (Iris aphylla subsp. hungarica, cunoscut și sub denumirea de „stânjenel de stepă”), buruiana de junghiuri (Cephalanthera longifolia), mlăștiniță (Epipactis helleborine), palma-pământului (Gymnadenia conopsea), pedicuță (Lycopodium clavatum), untul vacii (Orchis morio) și stupiniță (Platanthera bifolia).

## Monumente și atracții turistice

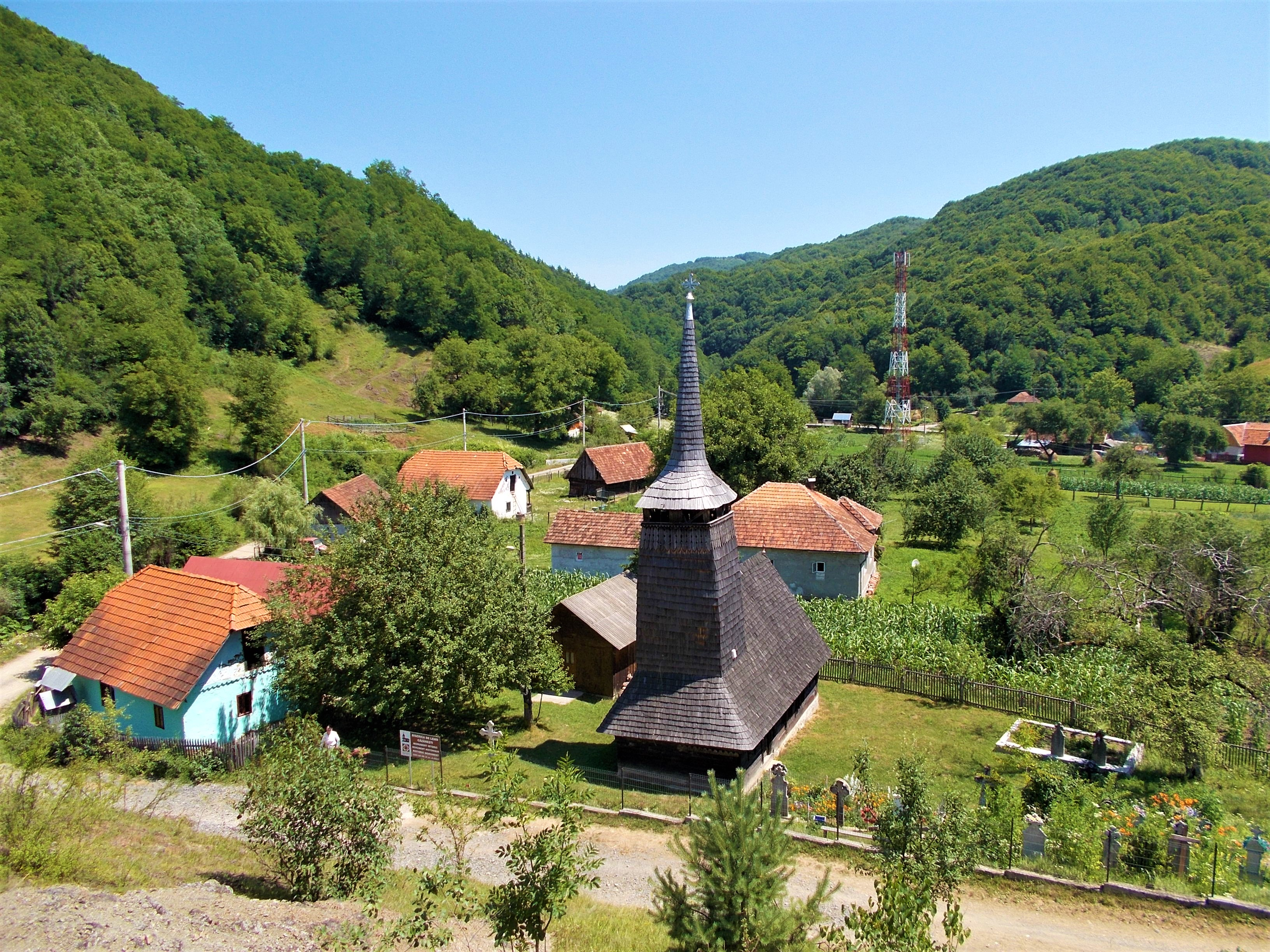
Biserica de lemn din Căzănești

În vecinătatea rezervației naturale se află câteva obiective de interes istoric, cultural și turistic; astfel:
- Biserica de lemn "Buna Vestire" din satul Birtin, construcție 1690, monument istoric
- Biserica de lemn "Sfântul Nicolae" din satul Brotuna, construcție secolul al XIX-lea
- Biserica de lemn "Buna Vestire" din Ciungani, construcție 1600, monument istoric
- Biserica de lemn "Adormirea Maicii Domnului" din Ocișor, construcție 1802, monument istoric.
- Biserica de lemn "Sfântul Nicolae" din satul Basarabasa, construcție secolul al XVII-lea, monument istoric
- Biserica de lemn "Pogrârea Sfântului Duh" din satul Căzănești, construcție secolul al XVII-lea, monument istoric
- Biserica de lemn "Sfinții Arhangheli Mihail și Gavril", din satul Ociu, construcție 1750, monument istoric
- Biserica de lemn "Sfinții Arhangheli Mihail și Gavriil" din satul Târnava de Criș, construcție 1824
- Biserica de lemn din Almaș-Săliște
- Biserica de lemn din Godinești
- Biserica de lemn din Micănești
- Biserica de lemn din Pogănești
- Biserica de lemn din Sălciva
- Biserica de lemn din Zam
- Biserica de lemn din Brazii
- Biserica de lemn din Buceava-Șoimuș
- Biserica de lemn din Mădrigești
- Biserica de lemn din Corbești, Arad
- Biserica de lemn din Roșia Nouă
- Biserica de lemn din Troaș
- Castelul Regal de la Săvârșin - conac deținut de familia regală română. Pe locul clădirii actuale se găsea în secolul al XVIII-lea castelul familiei nobiliare Forray.
- Castelul Salbek din Petriș